# 石井正則
石井正則（日语：石井 正則，1973年3月21日—），日本男演員、搞笑藝人兼解說員，出生於日本神奈川縣橫濱市保土谷區西谷，畢業於神奈川縣立商工高等學校。1994年時和搭檔石塚義之結成搞笑雙人組「螞蟻向蚱蜢」正式出道。他目前在所屬的經紀公司Horipro擔任管理階層。